# Kwestionariusze objawowe „O” i „S”
Kwestionariusz objawowy „O” (KO „O”) służy do rozpoznawania istnienia zaburzeń nerwicowych, oceny zmian w nasileniu objawów oraz oceny efektów leczenia w zakresie ustępowania bądź nasilania się objawów.
Narzędzie to jest pochodną SCL-90-R, różniącą się od pierwowzoru przede wszystkim rezygnacją z pozycji dotyczących objawów psychotycznych oraz wprowadzeniem zmiennych, dotyczących objawów najczęściej spotykanych w populacjach pacjentów leczonych w latach 75-78. Został stworzony jako narzędzie wchodzące w skład systemu zbierania informacji o pacjentach zgłaszających się do leczenia z powodu psychogennych zaburzeń funkcjonalnych, zwłaszcza zaburzeń nerwicowych.
Opracowano też trzy skrócone i zaktualizowane wersje - Kwestionariusze objawowe „S” (KO „S”) - umożliwiające szybką diagnozę istnienia zaburzeń nerwicowych (screening).
KO „O” i KO „S” zostały opracowane przez zespół kierowany przez Jerzego Aleksandrowicza w Zakładzie Psychoterapii Katedry Psychiatrii Uniwersytetu Jagiellońskiego Collegium Medicum. W 2000 roku w Katedrze Psychoterapii UJ CM dokonano aktualizacji skal szczegółowych. (Jak zaznaczają autorzy, zmieniająca się wraz z upływem lat częstość występowania poszczególnych objawów w populacji pacjentów z zaburzeniami nerwicowymi może ograniczać użyteczność kwestionariuszy objawowych.)

## Zawartość kwestionariuszy
KO „O” składa się ze 138 „pytań zamkniętych” (w tym trzech powtarzających się, w celu sprawdzenia rzetelności respondenta), zaś odpowiedzi na nie dostarczają informacji zarówno o występowaniu, jak i nasileniu zaburzeń w okresie 7 dni poprzedzających badanie. Na każde z pytań należy odpowiedzieć wybierając jedną z czterech odpowiedzi: (0) „dolegliwość nie występowała”, (a) „występowała i była nieznacznie uciążliwa”, (b) „występowała i była średnio uciążliwa”, (c) „występowała i była bardzo uciążliwa”.
Wersja screeningowa kwestionariusza, która została zaktualizowana w 2011 roku – KO „S-III” – zawiera 82 zmienne.
Na podstawie wszystkich zadeklarowanych odpowiedzi obliczane są „ogólne wartości kwestionariuszy” (OWK). Wartość OWK zbiorczo opisuje nasilenie objawów typowych dla zaburzeń nerwicowych i umożliwia ich szybką diagnozę (trafność ponad 90%), bez wskazania, na które z zaburzeń nerwicowych cierpi pacjent.

## Skale KO „O”
W oparciu o analizy czynnikowe wyodrębniono 14 skal KO „O”, z których 8 odpowiada jednostkom nozologicznym należącym do klasyfikacji ICD-10 (mają one jedynie wartość orientacyjną, a nie diagnostyczną):  
1. Zaburzenia fobiczne
2. Inne zaburzenia lękowe
3. Zaburzenia obsesyjno-kompulsyjne
4. Konwersje
5. Zaburzenia autonomiczne (układu krążenia)
6. Zaburzenia somatyzacyjne
7. Zaburzenia hipochondryczne
8. Neurastenia
9. Depersonalizacje i derealizacje
10. Unikanie i zależność
11. Impulsywność i histrioniczność
12. Nieorganiczne zaburzenia snu
13. Dysfunkcje seksualne
14. Dystymia